# Узбережжя

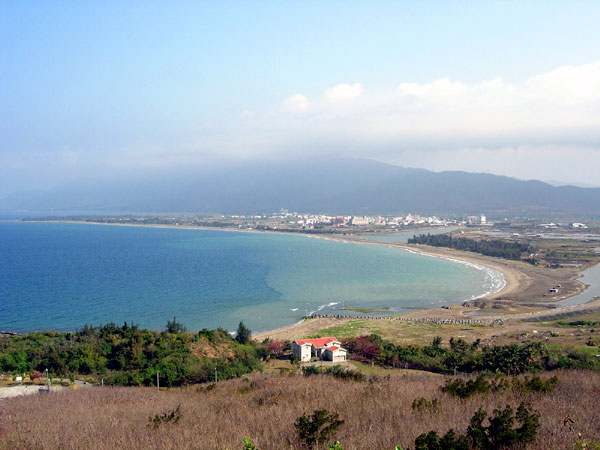
Узбережжя (південний Тайвань)

Узбере́жжя — смуга землі, місцевість уздовж берега моря, озера, великої річки; розташована по обидва боки берегової лінії. Пролягає між сушею та водоймою, і характеризується їхнім безпосереднім взаємним впливом. Взаємний вплив суші та моря виявляється в рельєфі та кліматі.
Кліматичні умови узбережжя, як правило, сприятливі для здоров'я людини, тому багато з них є популярними курортами.
У 1989 р. — створений Прибережний та морський союз з метою просування політики європейських країн відносно збереження прибережних територій шляхом подолання розриву між науковцями, екологами, керівниками прибережних території та місцевими органами влади.